# ダンシング☆フェアリーミィヤ!
『ダンシング☆フェアリーミィヤ! 』とは、『(C)ミィヤプロジェクト』が製作し、2007年（平成19年）3月14日より宮崎県（一部他県を含む）にて活動しているローカルヒーロー（ヒロイン）の名前。または彼女が登場する作品のタイトルである。

## 概要
『宮崎を元気に！』というテーマ（『フラゲッチュ運動』）から生み出された花の妖精「ミィヤ」と「サキーラ」、妖精交通社のガイド「のさん」が宮崎各地の幼稚園や遊園地、祭礼やイベント会場に訪れ、子供達と触れ合う。なお、彼らキャラクターは着ぐるみの操演によって表現されており、イベントではキャラクターショーやゲーム大会等を繰り広げる。
テーマソング（主題歌）は、影山ヒロノブが制作し、歌唱している。世界観をわかりやすくする為に、各登場キャラクターには、テーマソングとダンスが存在し、ショーの中で、鑑賞することができる（後述）。
キャラクターデザインや設定は、過去の魔法少女作品をイメージして製作されていると思われる。スーパー戦隊シリーズ等の特撮ヒーロー作品に出自を求めない、ローカルヒーローとしてはかなり稀有な作品である。
また、本作より後に作られた同じ立場の『天尊降臨ヒムカイザー』（てんそんこうりんひむかいざー）とは姉妹版権で、宮崎県の神話伝説をモチーフにしたバトル物で、善悪の概念を有するオードソックスな特撮をモチーフにしている。それを立ち上げた後に「株式会社ミィヤプロジェクト」は「株式会社グーニーズ」に社名を変えている。クロスオーバーも当たり前であり、本作のテレビデビュー作品の『ヒムカの国はパラダイス ヒムパラ！』（MRT宮崎放送）とは、ヒムカイザーから派生したスピンオフ特撮としての位置付けであり（ヒムカイザー自体はゲスト）、その作品がヒムカイザーの特撮ドラマ本編と連動している。
2018年一杯をもって『ヒムカイザー』に関わる事業が終了する予定だったが、地元の子供たちやローカルヒーローファンからの声援もあり、「株式会社インパクトワークス」というグーニーズと同じ場所にヒムカイザーのみの事業を継承したため、本作は自然消滅した模様。
しかし2022年秋に15周年記念し実写で再始動。

## あらすじ
花と緑のあふれる妖精界にある木、「みやざ木」がある日を境に元気を無くし、レインボースターの花を咲かせなくなってしまった。レインボースターの花は、妖精界に太陽の光を与えるかけがえの無い花で、このままでは妖精界から光が失われてしまう。そして同じ頃、妖精界のあちこちでみやざ木と同じ様に元気を無くす妖精や生き物達が現れる。
妖精達はみやざ木にレインボースターの花を咲かせてもらう様に頼むが、彼から返ってきたのは「よだきぃ…（宮崎の言葉で「疲れた」、「しんどい」の意）」の一言であった。
歌と踊りが大好きな花の妖精ミィヤとサキーラは、花占いのムジーナのお告げによって異変の原因を知る。みやざ木達を救うためには、人間の優しい心の象徴である「ジュエルハート」を集めなくてはいけないという。そして、みやざ木にもっとも元気を出させるのは、宮崎県人のジュエルハートであると分った。妖精界を救うために、ミィヤとサキーラは宮崎へと旅立つ。

## キャラクター
ダンシングフェアリー・ミィヤ
演 - 小川咲麓
妖精界を救うために宮崎にやって来た花の妖精。ピンクを基調とした衣装を身にまとい、四つ葉のクローバーの髪飾りを持つ。天真爛漫とした性格で、いつも明るく笑っている。ただ、若干天然ボケが多く、遅刻や落とし物等の失敗をたびたび起こしている。またドジを笑ってごまかすのも得意。落ち込んでいる人を慰めるのが上手で、基本的には前向きで素直な子である。フルートの様なバトン、「フェアリー・フルーパー」を使いこなす。
ダンシングフェアリー・サキーラ
演 - 山根希心
ミィヤと共に宮崎へやって来た花の妖精。彼女の衣装はブルーを基調としており、髪飾りはバラの花。ツリ目がちな顔からも予想されるが、クールな性格で物事を冷静に判断、分析するのが得意。しかしその分周りにも完璧を求めがちで、他人に対してついキツい一言を投げかけてしまう事もある。勿論、そうした失敗を反省し、改善してゆくだけの心のゆとりは持ち合わせている。ハープの様な弓矢、「フェアリー・アロープ」を操る。
のさん
創業10000年を誇る「妖精交通株式会社」宮崎支部主任の、ミィヤとサキーラを担当するツアーガイドである。黒子の衣装と八の字ヒゲ、そして平仮名の「の」の字型の両目がトレードマーク。宮崎を愛する心に溢れており、県内の名産にとても詳しい。しかし異様に食いしん坊で、食べ物の話題になると暴走しがちになってしまう。また、以前にそれが原因でトラブルを招いたこともあった。性格は非常に陽気でお祭りには目が無い。そして話好きと、ガイドとしては適任な人物。
花占いのムジーナ
花占いで妖精界を導く、曰く『妖精界のご意見番』。公式サイトに拠ると「かなりの年配」との事であるが、外見は可愛らしい幼女の姿をしている。
牧場の王子　ベーブ
キャラクターショー高千穂牧場編に登場した、ジャージー王国の王子。偉大な国王である父に憧れ、いつか立派な跡継ぎになるのを夢見て日々頑張っている。父譲りの角笛キングホーンと、母から貰った背中のミルクロケットを宝物にしている。
なお、高千穂牧場でのイベント最終日のキャラクターショー終了後に、ジャージー王国の正装で登場した。
モアイのみらいちゃん
サンメッセ日南の開園15周年を記念して生まれた、モアイの子供。ラパ・ヌイ語でモアイが『未来を生きる』という意味になる所から命名された。ココナッツのブラジャーに腰ミノを着け、ハイビスカスをあしらったプカオを頭に乗せている。特技はモアイを使った占いで、園内モアイ広場の『アフ・アキビ復刻モアイ像』の様に、立派なモアイになるのが夢。語尾に「モア」とつける癖を持つ。初登場は2010年（平成22年）4月26日のミィヤの日記。
よだ木、ヨダッキー
元気を失い、ダルダル状態になってしまった生物が変化した姿。妖精界の木が変化するとよだ木に、妖精が変化するとヨダッキーになる。これらの状態は「よだキン」という物質によって引き起こされるらしい。ヨダッキーとなった妖精は、『よだきぃ～…もう何もかもやってられませんよぉ』等とボヤき、全ての物事に関しての興味を失ってしまう。

## 主題歌
- ダンシング☆フェアリーミィヤ！/メインテーマ:『ジュエル満開！フラゲッチュ！』
  - 歌:影山ヒロノブ/作詞・作曲:影山ヒロノブ
- ミィヤ/キャラクターソング:『みつけて！ジュエルハート』
  - 歌:ミィヤ/作詞:ミィヤプロジェクト/作曲:金井雅信
- サキーラ/キャラクターソング:『ハートをちょうだい！』
  - 歌:サキーラ/作詞:ミィヤプロジェクト/作曲:金井雅信
- のさん/キャラクターソング:『のさん音頭』
  - 歌:のさん/作詞:ミィヤプロジェクト/作曲:金井雅信
- ベーブ/キャラクターソング:『牧場のベーブ』
  - 歌:ベーブ/作詞:ミィヤプロジェクト/作曲:金井雅信
- モアイのみらいちゃん/キャラクターソング:『モアイのみらいちゃん』
  - 歌:丸山順子/作詞:野口壮一/作曲:金井雅信

フラワーフェスタ2009での新曲
※以下の内三曲は、著作権の切れている童謡にオリジナルの歌詞を載せたもの。タイトルが不明なものは、元となった原曲名のみを表記する。
- 『しあわせなら手をたたこう』
- 『森のくまさん』
- 『のさんパンツ：原曲フニクリ・フニクラ（または『鬼のパンツ』）』
- 『名もなき花』
  - 歌:All Sunday Party/作詞:kaz/作曲・編曲:All Sunday Party

宮崎出身のグループAll Sunday Partyにより制作された『ダンシングフェアリーミィヤ！』イメージソング。

## CD盤
2014年5月3日に、『ヒムカイザー＆ミィヤ主題歌全集』のタイトルで、『ダンシング☆フェアリーミィヤ主題歌CD』『天尊降臨ヒムカイザー主題歌CD』の二枚組セットで発売された。
収録曲は以下のとおり。
| #  | タイトル                         | 作詞 | 作曲・編曲 |
| -- | -------------------------------- | ---- | ---------- |
| 1. | 「ジュエル満開！フラゲッチュ！」 |      |            |
| 2. | 「みつけて！ジュエルハート」     |      |            |
| 3. | 「ハートをちょうだい！」         |      |            |
| 4. | 「のさん音頭」                   |      |            |
| 5. | 「名もなき花」                   |      |            |
| 6. | 「モアイのみらいちゃん」         |      |            |
| 7. | 「牧場のベーブ」                 |      |            |
| 8. | 「なんぢゃ にちなんぢゃ」        |      |            |

## フラゲッチュ
ダンシングフェアリーが人々の優しい心の源であるジュエルハートを集めるための合言葉。「フラゲッチュ♪」の言葉と共に、決めポーズをとる。動作パターンは「フラゲッ」で両手を口元に持ってゆき、「チュ♪」で丸めた両手を前に開くというもの。ミィヤ達との記念撮影の際には、このポーズで撮影してもらうのがお約束となっている。